# Federico Delfino
Federico Delfino, o Dolfin, (in latino: Federicus Dolphinus o Delphinus) (Padova, 1477 – Padova, 7 febbraio 1547), è stato un astronomo, filosofo e matematico italiano.

## Biografia
Erudito dalle multiformi attività, Federico Delfino fu attivo a Padova nel filone dell'aristotelismo padovano rinascimentale: sicuramente studioso di logica e matematica, ebbe chiara fama di matematico e di astronomo e, dal 1520, fu titolare della cattedra di matematica presso la prestigiosa Università di Padova.
Fu professore di discepoli illustrissimi, fra i quali è opportuno nominare Bernardino Telesio, Luca Girolamo Contarini, Giovan Battista Amico, Felice Accoramboni, Daniele Barbaro e Alessandro Piccolomini.

## Opere

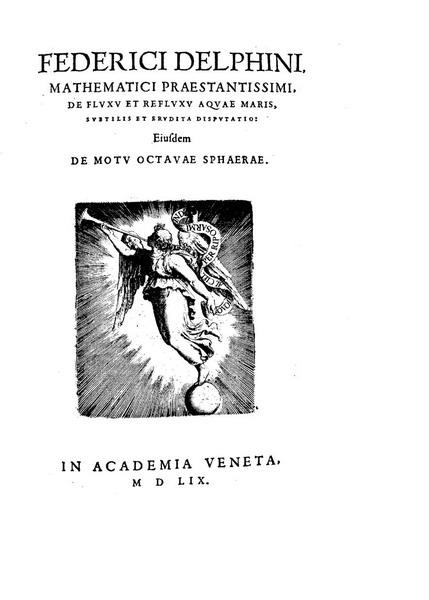
De fluxu et refluxu aquae maris (1559)

- (LA) Federicus Delphinus, De fluxu et refluxu aquae maris, Padova, In Accademia Veneta - Paulus Manutius, 1559. URL consultato il 16 febbraio 2014.
- (LA) Federicus Delphinus, De holometri fabrica et usu in instrumento geometrico, olim ab Abele Fullonio invento: Acc. Frederici Delphini Disputatio de aestu maris & motu octava sphaera, Johann Niklaus Stupanus, Abel Foullon, Padova, In Accademia Veneta - Paulus Manutius, 1577. URL consultato il 16 febbraio 2014.